# Le Volant d’Or de Toulouse 1999
Der Volant d’Or de Toulouse 1999 im Badminton fand Mitte November 1999 in Toulouse statt.

## Sieger und Platzierte
| Disziplin    | Gold                            | Silber                                   | Bronze                               |
| ------------ | ------------------------------- | ---------------------------------------- | ------------------------------------ |
| Herreneinzel | Pullela Gopichand               | Richard Vaughan                          | Henrik Bengtsson                     |
| Herreneinzel | Pullela Gopichand               | Richard Vaughan                          | Nikhil Kanetkar                      |
| Dameneinzel  | Marina Andrievskaia             | Elena Nozdran                            | Carolien Glebbeek                    |
| Dameneinzel  | Marina Andrievskaia             | Elena Nozdran                            | Maja Pohar                           |
| Herrendoppel | Mihail Popov Svetoslav Stoyanov | Kristof Hopp Thomas Tesche               | Gerben Bruijstens Jurgen van Leeuwen |
| Herrendoppel | Mihail Popov Svetoslav Stoyanov | Kristof Hopp Thomas Tesche               | Patrik Isaksson Ola Molin            |
| Damendoppel  | Nicol Pitro Anika Sietz         | Neli Boteva Diana Koleva                 | Carolien Glebbeek Lonneke Janssen    |
| Damendoppel  | Nicol Pitro Anika Sietz         | Neli Boteva Diana Koleva                 | Natalja Esipenko Natalia Golovkina   |
| Mixed        | Michael Keck Nicol Pitro        | Vladislav Druzchenko Victoria Evtushenko | Ruud Kuijten Manon Albinus           |
| Mixed        | Michael Keck Nicol Pitro        | Vladislav Druzchenko Victoria Evtushenko | Ola Molin Johanna Persson            |